# Черняков, Юрий Вениаминович
Юрий Вениаминович Черняков (11 декабря 1939 — 25 марта 2019) — советский и российский прозаик и сценарист, член Союза писателей Москвы и России, член Союза кинематографистов России.
Публиковался в журналах:
- «Новый мир» — повести «Пространство для манёвра» (1980), «Бригада» (1983), «Последний сеанс» (1996);
- «Знамя» — «Узбекский барак» (2001);
- «Октябрь» — повести «Байки смутного времени» (1997), «Анклав» (2004);
- «Урал» — повесть «Прокол» (1985);
- альманах «Чистые пруды» — повесть «Стеклянный лабиринт» (1987)

Публиковал в разное время статьи в газетах «Известия», «Литературная газета», «Независимая газета», «Культура» и т. д.
Автор сценария фильмов и телесериалов:
- 1982 — «Пространство для манёвра»,
- 1987 — «Везучий человек»,
- 1992 — «Зачем алиби честному человеку?»
- 2004 — «На безымянной высоте»,
- 2004 — «Парни из стали».

Экранизации
- 1989 — Стеклянный лабиринт